# Мальборський повіт
Мальборський повіт (пол. powiat malborski) — один з 16 земських повітів Поморського воєводства Польщі.
Утворений 1 січня 1999 року в результаті адміністративної реформи.

## Загальні дані
Повіт знаходиться у східній частині воєводства.
Адміністративний центр — місто Мальборк.
Станом на 1.01.2008 населення становить 62 712 осіб, площа 494,23 км².

## Демографія
Демографічні дані повіту станом на 30.06.2005:
|       | Всього | Всього | Жінки  | Жінки | Чоловіки | Чоловіки |
| ----- | ------ | ------ | ------ | ----- | -------- | -------- |
|       | осіб   | %      | осіб   | %     | осіб     | %        |
| Повіт | 63 155 | 100    | 32 447 | 51,4  | 30 708   | 48,6     |
| Міста | 43 100 | 100    | 22 465 | 52,1  | 20 635   | 47,9     |
| Села  | 20 055 | 100    | 9982   | 49,8  | 10 073   | 50,2     |